# Margattea anceps
Margattea anceps är en kackerlacksart som först beskrevs av Krauss 1902.  Margattea anceps ingår i släktet Margattea och familjen småkackerlackor. Inga underarter finns listade i Catalogue of Life.